# Mediterrán flóraterület

A mediterrán flóraterület az északi flórabirodalom (Holarktisz) 12 flóraterületének egyike. A Földközi-tenger medencéjét öleli körül úgy, hogy átnyúlik a Fekete-tenger déli partvidékére is. Északi, átmeneti jellegű, határvidékét többnyire három részre tagolják;
- a kontinentális-pusztai flóraterület a Kelet-európai-síkvidék keleti részét öleli fel az Urálig;
- a pontuszi flóraterület a Fekete-tenger északi környezete (egyes rendszerekben ehhez sorolják keleten a Kaukázust és délen Anatóliát is);
- a szubmediterrán flóraterület a Mediterráneumot a kontinentális, a közép-európai és az atlanti flóraterülettől választja el.

Jellegzetes fajai geofitonok. Sok faj képviseli az ajakosvirágúakat és a hüvelyeseket.